# هاشمیه متقیان
هاشمیه متقیان معاوی (متولد ۱ خرداد ۱۳۶۵ در اهواز) معروف به هاشمیه متقیان، ورزشکار دو و میدانی ایران در دو رشته پرتاب دیسک و پرتاب نیزه است. او موفق شد در مسابقات پارالمپیک ۲۰۲۰ توکیو ضمن شکستن رکورد جهان به مدال طلای رشته پرتاب نیزه دست یابد. این مدال اولین مدال طلای رشته دو و میدانی بانوان ایران در پارالمپیک است. وی در مسابقات آسیایی هانگژو موفق به کسب مدال شد و مدال خود را به کودکان غزه اهدا کرد. فردای آنروز با شکایت فدراسیون چین بابت تاخیر در حضور وی، مدالش پس گرفته شد.

## جوایز و افتخارات
- مدال طلای بازى‌هاى پاراآسيايى هانگژو ۲۰۲۲
- مدال طلای پارالمپیک ۲۰۲۰ توکیو در رشته پرتاب نیزه[۲] (کلاس ادغامی F۵۵ و F۵۶ بانوان)
- مدال نقره پرتاب نیزه مسابقات جهانی (۲۰۱۹)
- مدال طلای پرتاب دیسک مسابقات پاراآسیایی جاکارتا (۲۰۱۸)
- مدال نقره پرتاب نیزه مسابقات پاراآسیایی جاکارتا (۲۰۱۸)
- مدال نقره مسابقات جهانی لندن در رشته پرتاب نیزه (۲۰۱۷)
- مدال طلای رشته پرتاب دیسک در مسابقات آسیایی امارات متحده عربی (۲۰۱۶)
- مدال طلای رشته پرتاب نیزه در مسابقات آسیایی امارات متحده عربی (۲۰۱۶)
- مدال نقره پرتاب دیسک در مسابقات پارالمپیک آسیایی اینچئون کره جنوبی (۲۰۱۴)
- مدال نقره پرتاب نیزه در مسابقات پارالمپیک آسیایی اینچئون کره جنوبی[۳] (۲۰۱۴)
- مدال برنز مسابقات جهانی پاریس ۲۰۲۳ در پرتاب نیزه